# Cá đao răng nhọn
Cá đao răng nhọn, tên khoa học Anoxypristis cuspidata, còn được gọi là cá đao nhọn hoặc cá đao hẹp, là một cá đao của họ Pristidae, được tìm thấy trong vùng nước nông ven biển và cửa sông của Ấn Độ-Tây Thái Bình Dương, từ Biển Đỏ và Vịnh Ba Tư tới miền nam Nhật Bản, Papua New Guinea và miền bắc Úc. Nó là thành viên duy nhất của chi Anoxypristis. So với chi Pristis, Anoxypristis có cưa có hình giống mỏ chim hẹp với nhiều răng cưa và không có răng cưa gần đầu. Loài này có nguy cơ tuyệt chủng và đạt chiều dài lên đến 4,7 mét (15 ft).